# Matilde de Borgonya (regent)
Matilde de Borgonya (vers 1150-1192) fou una princesa borgonyona, filla de Ramon de Borgonya, comte de Grignon i d'Agnès de Montpensier.
Es va casar vers 1165 amb Eudes II senyor d'Issoudun que va morir al cap de dos anys (no se sap si fou la mare d'Eudes III d'Issoudun) i llavors es va casar amb Guiu de Nevers que va morir 9 anys després; quan feia uns 8 anys que eren casats Guiu va refusar homenatge al seu cosí Hug III de Borgonya que el va empresonar i va morir un any després vers 1175 o 1176. Guiu de Nevers ja tenia més de 30 anys en casar-se, i amb ell va tenir a:
- Guillem V (1168 † 1181), comte de Nevers i Auxerre, VI de Tonnerre.
- Agnès I (1170 † 1192)

A la mort de Guiu, el va succeir el seu fill Guillem, que tenia uns 8 anys i Matilde de Borgonya encara jove (uns 25 anys) va assolir la regència (per això és esmentada a vegades com a Matilde I). Però Guillem no va viure gaire i va morir amb 12 o 13 anys vers el 1181. Mentre Matilde s'havia casat per tercera vegada amb Pere de Flandes, bisbe de Cambrai, titulat comte de Flandes i de Nevers, senyor de Saint-Vaast, de Lilla, prebost de Bruges, però aquest va morir el 3 d'agost del 1176 deixant una filla pòstuma de nom Sibil·la de Flandes o de Nevers, senyora de Saint-Vaast.
Matilde es va casar llavors per quarta i darrera vegada (vers 1178) amb Robert II comte de Dreux però el matrimoni fou annul·lat per consanguinitat.
Mort el seu fill Guillem V de Nevers (1181) la successió de Nevers-Auxerre-Tonnerre va passar a la seva germana Agnès de Nevers, que tenia un parell d'anys menys que Guillem (o sigui uns 11 anys), i Matilde va restar regent. El 1184 Agnès de Nevers es va casar amb Pere II de Courtenay que tenia uns 20 anys i va assolir la condició de comte uxori. Llavors Matilde es va retirar al monestir de Fontevraud on fou monja fins a la seva mort el 1192.